# Karsten Legère
Karsten Legère (* 29. Oktober 1943 in Glauchau) ist ein deutscher Afrikanist.

## Leben
Der Sohn des Schriftstellers Werner Legère (1912–1998) und Ruth Legère (1921–2011) studierte er von 1964 bis 1968 Afrikanistik an der Karl-Marx-Universität Leipzig. Nach der Promotion 1974 lehrte er von 1975 bis 1979 an der University of Dar es Salaam in Tansania Swahili. Von 1992 bis 2000 war er regelmäßig Gastdozent und Gastprofessor an der Universität Wien. Von 1996 bis 2000 war er Professor an der Universität von Namibia in Windhoek, Namibia. Von 2001 bis 2010 unterrichtete er an Universität Göteborg in Schweden als Professor an der Fakultät für Orientalistik und Afrikanische Sprachen.

## Schriften (Auswahl)
- Wörterbuch deutsch-Swahili. Leipzig 1994, ISBN 3-324-00505-1.
- mit Bernd Heine: Swahili plants. An ethnobotanical survey. Köln 1995, ISBN 3-927620-89-0.
- JK Nyerere of Tanzania and the empowerment of Swahili. Essen 2004.
- Hrsg.: Bantu languages and linguistics. Papers in memory of Dr. Rugatiri D. K. Mekacha. Eckersdorf 2013, ISBN 978-3-939661-12-2.